# Līči (stacja kolejowa)
Līči (ros. Личи) – stacja kolejowa w miejscowości Līči, w gminie Talsi, na Łotwie. Położona jest na linii Windawa - Tukums.